# Tahirou Congacou
Tahirou Congacou (Djougou, 1911-Cotonú, 15 de junio de 1993) fue un político beninés, muy conocido por su actividad durante la década de los 60, cuando su país era conocido como Dahomey. Fue Presidentes de la Asamblea Nacional en 1964 y 1965, y también el de Presidente de la República entre el 29 de noviembre de 1965 y 22 de diciembre de1965. También ocupó el cargo de Ministro de Exteriores en 1965.

## Biografía
Congacou nació en el seno de una familia de origen Dendi en 1913 y era descendiende de la familia real de Djougou. Sus ancestros eran Sus antepasados fueron guardianes de la tradición oral en el reino de Djougou. En la colonia de Dahomey, Congacou sirvió como subprefecto en Nikki. Después de la Segunda Guerra Mundial, fue diputado del Consejo General de Dahomey. También fue diputado de la asamblea territorial de Dahomey entre 1952 y 1957. Cuando Hubert Maga fue depuesto en 1963, Congacou fue elegido Presidente de la Asamblea Nacional, as´como secretario general de la Parti Democratique Dahomeen (PDD), el nuevo partido nacional. Ocupó el cargo de Presidente de la Asamblea Nacional entre enero de 1964 y noviembre de 1965.
El 29 de noviembre de 1965, el general Christopher Soglo forzó la renuncia de Justin Ahomadégbé-Tomêtin y le dio el poder temporal a Congacou, en previsión del los artículos 17 y 35 de la Constitución Dahomeyana. A Congacou se le encargó formar una coalición nacional para acabar con el regionalismo que dominaba la política dahomeyana en ese momento.
El gobierno Congacou estaba compuesto por él mismo y cuatro tecnócratas. Disolvió el PDD el 4 de diciembre y liberó a los prisioneros políticos. De acuerdo con el artículo 7 de la Constitución, el régimen estaba forzado a convocar elecciones el 18 de enero de 1966. Al ver que el nuevo presidente no lo hizo, Soglo destituyó a Congacou el 22 de diciembre de 1965.
Durante la presidencia de Émile Derlin Henri Zinsou, Congacou fue presidente del Consejo Social y Económico, formado en octubre de 1968. Congacou murió el 15 de junio de 1993.